# 岐阜県道166号桑原下中線
岐阜県道166号桑原下中線（ぎふけんどう166ごう くわばらしもなかせん）は、岐阜県羽島市下中町城屋敷から岐阜県羽島市桑原町小薮に至る一般県道である。

## 概要

### 路線データ
- 陸上距離：
- 起点：岐阜県羽島市下中町城屋敷
- 終点：岐阜県羽島市桑原町小薮

## 重複区間
- 岐阜県道134号桑原祖父江線（羽島市桑原町八神 - 羽島市 桑原町午南交差点）

## 地理
- 途中木曽川の右岸堤防を通る。終点付近に長良川が流れる。

### 通過する自治体
- 岐阜県
  - 羽島市

### 交差している道路
- 岐阜県道118号羽島稲沢線（羽島市下中町城屋敷）
- 岐阜県道134号桑原祖父江線（羽島市桑原町八神、羽島市 桑原町午南交差点）